# Hällefors
Hällefors este un oraș în Suedia.

## Demografie
| \| Evoluția demografică a zonei urbane Hällefors, 1970–2015 \| Evoluția demografică a zonei urbane Hällefors, 1970–2015 \| Evoluția demografică a zonei urbane Hällefors, 1970–2015 \| Evoluția demografică a zonei urbane Hällefors, 1970–2015 \| Evoluția demografică a zonei urbane Hällefors, 1970–2015 \| \| --------------------------------------------------------------------------------------- \| -------------------------------------------------------- \| -------------------------------------------------------- \| -------------------------------------------------------- \| -------------------------------------------------------- \| \| An \| \| \| Locuitori \| \| \| 1970 \| 1970 \| \| 7.953 \| 7.953 \| \| 1975 \| 1975 \| \| 7.862 \| 7.862 \| \| 1980 \| 1980 \| \| 7.491 \| 7.491 \| \| 1990 \| 1990 \| \| 6.278 \| 6.278 \| \| 1995 \| 1995 \| \| 5.654 \| 5.654 \| \| 2000 \| 2000 \| \| 5.128 \| 5.128 \| \| 2005 \| 2005 \| \| 4.797 \| 4.797 \| \| 2010 \| 2010 \| \| 4.530 \| 4.530 \| \| 2015 \| 2015 \| \| 4.449 \| 4.449 \| \| Sursa: SCB - Statistika Centralbyrån, Folkmängden per tätort. Vart femte år 1960 - 2016 \| \| \| \| \| |      |  |           |       |
| Evoluția demografică a zonei urbane Hällefors, 1970–2015 |      |  |           |       |
| An |      |  | Locuitori |       |
| 1970 | 1970 |  | 7.953     | 7.953 |
| 1975 | 1975 |  | 7.862     | 7.862 |
| 1980 | 1980 |  | 7.491     | 7.491 |
| 1990 | 1990 |  | 6.278     | 6.278 |
| 1995 | 1995 |  | 5.654     | 5.654 |
| 2000 | 2000 |  | 5.128     | 5.128 |
| 2005 | 2005 |  | 4.797     | 4.797 |
| 2010 | 2010 |  | 4.530     | 4.530 |
| 2015 | 2015 |  | 4.449     | 4.449 |
| Sursa: SCB - Statistika Centralbyrån, Folkmängden per tätort. Vart femte år 1960 - 2016 |      |  |           |       |